# Eleonore Witoszynskyj
Eleonore Witoszynskyj (* 16. Februar 1941 in Wien) ist eine österreichische Rhythmikerin und Instrumentalpädagogin. Sie lehrte bis 2017 als ao. Univ. Professorin an der Universität für Musik und darstellende Kunst Wien (mdw). Ihre Lehrtätigkeit begann sie dort 1968 in der damaligen Studienrichtung Rhythmik, aus der später das Institut für Musik‑ und Bewegungspädagogik und Musiktherapie hervorging (heute Institut für Musik- und Bewegungspädagogik/Rhythmik sowie Musikphysiologie der mdw).

## Leben und Werdegang
Eleonore Witoszynskyj, geb. Kujal, wuchs in Wien-Ottakring auf, wo sie von 1947 bis 1951 die Volksschule Gaullachergasse und von 1951 bis 1955 die Hauptschule Abelegasse besuchte. 1955 bis 1956 besuchte sie die Haushaltungsschule am Wiedner Gürtel und absolvierte von 1956 bis 1959 die Bildungsanstalt für Kindergartenpädagogik der Stadt Wien in der Siebeneichengasse im 15. Bezirk. Von Juli 1959 bis September 1961 arbeitete sie als Horterzieherin in einer Heimschule der Stadt Wien in der Erdbergstraße 76. Während dieser Zeit erhielt sie Sonderurlaub für ihren ersten Studienaufenthalt am Rhythmik-Institut des Konservatoriums Zürich (März bis August 1960). Von 1962 bis 1967 unterrichtete sie Rhythmik, Blockflöte und Spielmusik an der Bildungsanstalt für Kindergartenpädagogik der Stadt Wien in der Siebeneichengasse.
Daneben – vom Wintersemester 1961 bis Juni 1964 – absolvierte sie ihr Rhythmik-Studium an der damaligen Akademie für Musik und darstellende Kunst in Wien, der späteren Universität für Musik und darstellende Kunst Wien (mdw), und erlangte 1964 die Lehrbefähigung für Rhythmische Erziehung/Rhythmik. Dazwischen führte sie ihr zweiter Studienaufenthalt im September 1962 wieder an das Konservatorium Zürich. Von 1964 bis 1968 studierte Witoszynskyj Blockflöte und Klavier an der Akademie für Musik und darstellende Kunst in Wien und erhielt im Juni 1968 auch die Lehrbefähigung für Blockflöte. Von September 1965 bis Februar 1970 besuchte sie das Bundesgymnasium für Berufstätige, das damals sich am Henriettenplatz im 15. Bezirk in Wien befand, wo sie mit der Matura abschloss.
Im Wintersemester 1968/69 erhielt sie einen Lehrauftrag an der damaligen Akademie für Musik und darstellende Kunst (ab 1983: Hochschule für Musik und darstellende Kunst; ab 2004: Universität für Musik und darstellende Kunst). Ab 1993 war sie dort Professorin, ab 2003 a.o. Univ. Professorin für Rhythmik und didaktische Fächer. 2001 wurde sie zur Vorsitzenden der Studienkommission „Musik- und Bewegungserziehung/Musiktherapie“ gewählt.
Während ihrer Lehrtätigkeit absolvierte sie von 1982 bis 1987 das Diplomstudium Erziehungswissenschaften an der Universität Wien, das sie im Juni 1987 als Mag.a phil. abschloss. 
Von 2006 bis 2017 hatte sie einen Lehrauftrag für das Masterseminar und die Betreuung von Masterarbeiten am Institut Musik- und Bewegungspädagogik/Rhythmik sowie Musikphysiologie an der mdw inne.
Für ihre Verdienste um das Fach sowie ihre künstlerisch-pädagogische und wissenschaftliche Tätigkeit wurde sie 2018 Ehrenmitglied des Instituts für Musik‑ und Bewegungspädagogik (MBP/Rhythmik) der mdw.
Eleonore Witoszynskyj gilt als Vertreterin der „Wiener Rhythmik“ (Brigitte Müller, Rosalia Chladek) und erhielt entscheidende Impulse durch die von Mimi Scheiblauer begründete Rhythmik für Kinder mit mentalen, körperlichen und Sinnes-Beeinträchtigungen.
In ihrer langen wissenschaftlichen Laufbahn war sie bei Internationalen Symposien und an Universitäten im In- und Ausland zu Gast. Sie hielt zahlreiche Gastvorträge und Seminare in allen österreichischen Bundesländern und Südtirol (Cusanus Akademie Brixen-Bozen) sowie in Deutschland (Bundesakademie für musikalische Jugendbildung in Trossingen, Akademie der Kulturellen Bildung des Bundes und des Landes NRW in Remscheid sowie an Musikhochschulen in Berlin, Dresden, Düsseldorf, Freiburg im Breisgau, Stuttgart), der Schweiz (Bern/Biel, Luzern, Genf), an der Königlichen Musikhochschule Stockholm, in Riga sowie in Kiew und Lwow in der Ukraine. Sie wirkte an zahlreichen Publikationen in Fachzeitschriften und Büchern als Autorin und Herausgeberin mit.
Witoszynskyj war in verschiedenen Funktionen im Österreichischen Berufsverband Rhythmik/Musik- und Bewegungspädagogik (ÖBR) tätig und unterrichtete viele Jahre in den Weiterbildungslehrgängen des ÖBR.

## Familie
Eleonore Witoszynskyj war ab 1966 mit dem Gitarristen und Professor für Gitarre Leo Witoszynskyj (1941–2008) verheiratet. Aus der Ehe gingen zwei Söhne hervor.

## Publikationen (Auswahl)
Bücher:
- Eleonore Witoszynskyj (Redaktion): Rhythmik. Entwicklung. Standort. Chancen. Hrsg.: Arbeitskreis Rhythmisch-musikalische Erziehung. Österreichischer Bundesverlag, Wien 1989.
- mit Gertrude Schindler und Margit Schneider: Erziehung durch Musik und Bewegung: Grundlagen und Modelle der Rhythmik für Kindergarten, Vorschule und Grundschule. Österreichischer Bundesverlag, Wien 1992, ISBN 3-215-07207-6.
- mit Irmgard Bankl und Monika Mayr: Lebendiges Lernen durch Musik, Bewegung, Sprache. G&G, Wien 2009, ISBN 978-3-7074-1111-9.
- mit Angelika Hauser-Dellefant (Hrsg.): Leben ist Bewegung ist Musik – Entwicklungen und Konzepte der Wiener Rhythmik. Reichert Verlag, Wiesbaden 2016, ISBN 978-3-95490-106-7.
  - Englische Ausgabe: Life is movement is music: education in music and movement at the University of Music and Performing Arts Vienna: development and concepts of the "Wiener Rhythmik" (= Zeitpunkt Musik). Reichert Verlag, Wiesbaden 2023, ISBN 978-3-7520-0765-7.

Fachbeiträge:
- Improvisieren und gestalten mit Musik, Bewegung, Bild und Sprache. In: Franz Niermann (Hrsg.): Elementare musikalische Bildung. Universal Edition UE 26277, Wien 1997, ISBN 3-7024-0230-6, S. 150–156.
- mit John Habron: Memories of Mimi Scheiblauer and the development of Dalcroze Eurhythmics as a therapeutic practice: An interview with Eleonore Witoszynskyj. In: Approaches: An Interdisciplinary Journal of Music Therapy. Band 8, Nr. 2, 11. Dezember 2016, ISSN 2459-3338, doi:10.56883/aijmt.2016.342.